# Шиткино
Ши́ткино — рабочий посёлок в Тайшетском районе Иркутской области России.

## География
Расположен на левом берегу реки Бирюсы.

## История
В 1925—1960 годах — центр Шиткинского района.
Статус посёлка городского типа с 1968 года.
Во время половодья возможно затопление низменных участков посёлка. Так, 1 мая 2005 года в результате активного таяния снегов произошло затопление жилых домов, а с 30 июня по 4 июля 2019 года был затоплен почти весь посёлок. В ходе спасательной операции проводилась эвакуация жителей.

## Население
| 1959  | 1970  | 1979  | 1989  | 2002  | 2009  | 2010  |
| ----- | ----- | ----- | ----- | ----- | ----- | ----- |
| 2306  | ↗4226 | ↘3453 | ↘2947 | ↘2426 | ↘2271 | ↘1966 |
| 2011  | 2012  | 2013  | 2014  | 2015  | 2016  | 2017  |
| ↘1960 | ↘1940 | ↘1906 | ↘1854 | ↘1850 | ↘1812 | ↘1786 |
| 2021  |       |       |       |       |       |       |
| ↘1574 |       |       |       |       |       |       |

## Известные жители
В 1929—1930 годах в посёлке в течение года проживала семья Героев Советского Союза Зои Анатольевны и Александра Анатольевича Космодемьянских. В своей книге «Повесть о Зое и Шуре», вышедшей в 1949 году, мать героев, Любовь Тимофеевна Космодемьянская (1900—1978), в главе «В Сибири» рассказывает об этом периоде. В 1965 году в посёлке был открыт памятник и Дом-музей Зои и Александра Космодемьянских. В июне 1967 года Л. Т. Космодемьянская приезжала в посёлок.